# Brainard (Nebraska)
Pour les articles homonymes, voir Brainard.
Brainard est un village du comté de Butler (Nebraska), aux États-Unis. Sa population est estimée à 330 habitants par le Recensement des États-Unis de 2010.
D'après le Bureau du recensement des États-Unis, le village couvre une superficie de 0,33 mi2 (0,85 km2).

## Histoire
Brainard est fondé en 1878 au moment où la voie ferroviaire est construite jusqu'à cet endroit. Le village est nommé en l'honneur de David Brainerd, un missionnaire autochtone américain,.

## Source
- (en) Cet article est partiellement ou en totalité issu de l’article de Wikipédia en anglais intitulé « Brainard, Nebraska » (voir la liste des auteurs).

1. ↑  (en)« US Gazetteer files 2010 »(Archive.org • Wikiwix • Archive.is • Google • Que faire ?), Bureau du recensement des États-Unis (consulté le 24 juin 2012)
2. 1 2  (en)« Brainard, Butler County », Center for Advanced Land Management Information Technologies, University of Nebraska (consulté le 31 juillet 2014)
3. ↑  (en) Chicago and North Western Railway Company, A History of the Origin of the Place Names Connected with the Chicago & North Western and Chicago, St. Paul, Minneapolis & Omaha Railways, 1908 (lire en ligne), p. 46
4. ↑  (en)« Annual Estimates of the Resident Population for Incorporated Places: April 1, 2010 to July 1, 2015 »(Archive.org • Wikiwix • Archive.is • Google • Que faire ?) (consulté le 2 juillet 2016)
5. ↑  (en)« Census of Population and Housing », Census.gov (consulté le 4 juin 2015)